# Азойне середовище
Азойне середовище (від а … (заперечуючий префікс) і грец. zoon — тварина) — середовище, зовсім позбавлене живих організмів (кратери вулканів, гіпергалінні води тощо).
Протягом усієї  геологічної історії Землі ніколи не спостерігалися азойні  геологічні епохи (тобто позбавлені життя). Отже, сучасна жива речовина генетично пов'язана з живою речовиною минулих геологічних епох.

## Щодо азойної зони у Чорному морі
Апріорна переконаність у непридатності  сірководневої області  Чорного моря для життя  аеробіонтів (в  бенталі вона починається з глибин 200–250 м і її називають «азойною», тобто «млявою» зоною довгий час не сприяла пошуку тут інших організмів, крім облігатних  анаеробів. Знахідки в донних пробах останків, навіть добре збережених решток, організмів характерних для кисневого шару моря, не дозволяють c упевненістю стверджувати, що вони перебували в живому стані in situ.
Лише недавнє виявлення на максимальних глибинах чорноморської бенталі аеробних мікроорганізмів і сплячих стадій аеробних видів водоростей і грибів (з отриманням в лабораторії їх живих культур) з верхніх шарів  пелагіалі переконливо довело помилковість панував уявлення про «безживність» чорноморських глибин. Отримані нові факти дали підстави говорити про біорізноманіття аеробіонтов у цій великій і вельми специфічній області Чорного моря.